# Katja Fedulova
Ekaterina „Katja“ Fedulova (* 1975 in Leningrad) ist eine russisch-deutsche Filmemacherin, Kamerafrau und Regisseurin.

## Leben
1993 nahm Fedulova das Studium an der Kunstakademie Vera Muchina in St. Petersburg auf.
Sie verließ Russland wegen der dortigen Armut, Arbeitslosigkeit und Kriminalität, von der sie selbst betroffen war. Fedulova wanderte 1994 nach Deutschland aus und begann ein Studium an der Muthesius Hochschule für Kunst und Design in Kiel (Diplom 2000). Anschließend absolvierte sie ein Filmstudium an der Deutschen Film- und Fernsehakademie Berlin. 2017 gründete sie das Produktionsunternehmen Fedulova Films.
Katja Fedulova hat zwei Kinder. Sie lebt und arbeitet in Sachsen-Anhalt.

## Filmografie (Auswahl)
- 2011: Glücksritterinnen, Abschlussfilm
- 2013: Prisoners of the Filmstrip
- 2015: Mein Name ist Khadija, Dokumentarfilm
- 2017: Drei Engel für Russland – Glaube, Hoffnung, Liebe, Dokumentarfilm[4]
- 2018: Der Patrot, Dokumentarfilm
- 2019: Kirill Serebrennikov – Die Kunst und die Macht in Russland, Dokumentarfilm
- 2020: Maxim der Grösste, Kinderdokumentarfilm

## Auszeichnungen
- 2011: First Steps Award für Glücksritterinnen (nominiert), achtung berlin! Festival 2011 – Preisträgerin des new berlin film award in der Kategorie Bester Dokumentarfilm
- 2012: Stipendium des Berliner Senats „Künstlerinnenprogramm“ für die Dokumentarfilmrecherche Allahs Russische Bräute
- 2016: „Grenzgänger“-Stipendium für Recherche zu den Kinodokumentarfilm Glaube, Hoffnung, Liebe
- 2016: Grimme-Preis-Nominierung für Mein Name ist Khadija, 39. Duisburger Filmwoche, Moskauer Dokumentarfilmfestival Artdocfest
- 2018: Deutsche Akademie für Fernsehen: Auszeichnung in der Kategorie Dokumentarfilm für Drei Engel für Russland – Glaube, Hoffnung, Liebe (gemeinsam mit Calle Overweg)
- 2018: Si-Star Award: Nominierung in der Kategorie Best Woman Director für Drei Engel für Russland – Glaube, Hoffnung, Liebe (gemeinsam mit Calle Overweg)
- 2019: Tirana International Film Festival: Bester mittellanger Film für Der Patriot[5]
- 2019: Global India International Film Festival: Best Message Award für Der Patriot[6]